# Cheradi
Otočje Cheradi (tal. Isole Cheradi) u Tarantskom zaljevu su malo otočje ispred Taranta. Otočje se sastoji od 2 otoka: San Pietro i San Paolo. U prošlosti je postojao i treći otok, San Nicolicchio, ali je uništen prilikom širenja teretne luke. Administrativno, otoci pripadaju starom gradu Tarantu  (općina III Città Vecchia - Borgo).

## Vanjske poveznice
|  | Zajednički poslužitelj ima još gradiva o temi Cheradi |